# Bracon ricinicola
Bracon ricinicola är en stekelart som beskrevs av William Harris Ashmead 1904. Bracon ricinicola ingår i släktet Bracon och familjen bracksteklar. Inga underarter finns listade.